# Fernando Santiván

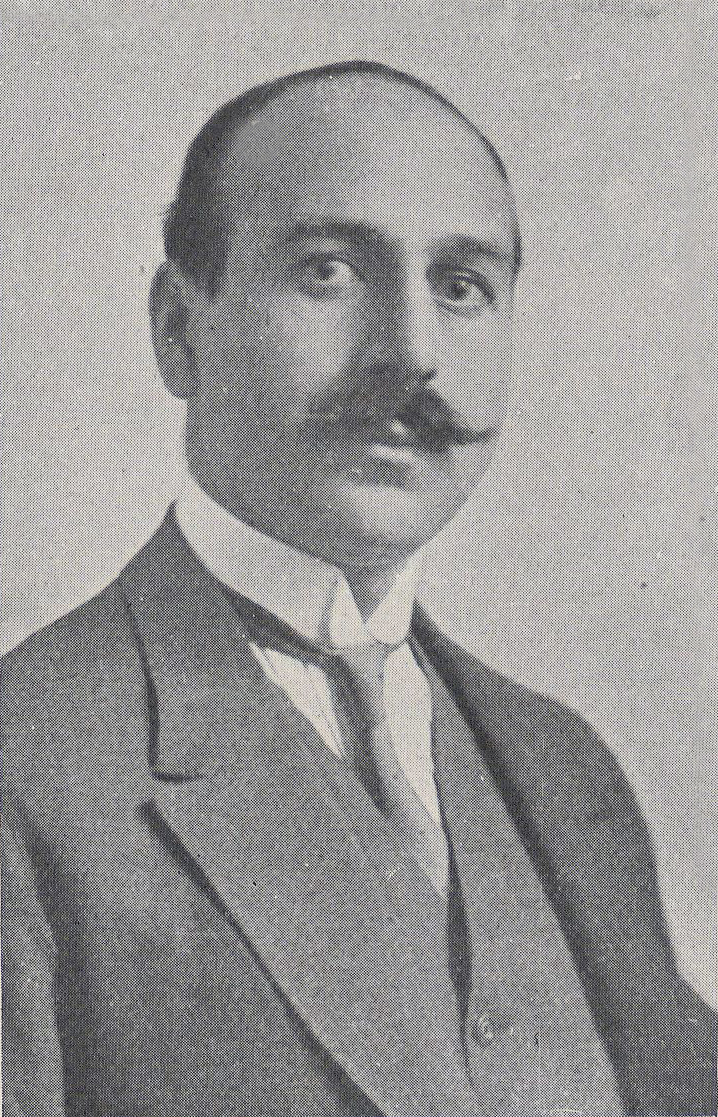
Fernando Santiván

Fernando Santiván, auch Fernando Santibáñez Puga und Fernando Santiváñez Puga (* 1. Juli 1886 in Arauco; † 12. Juli 1973 in Valdivia) war ein chilenischer Schriftsteller und Journalist.
Santiván wuchs nach dem Tod seiner Mutter 1894 in Valparaíso auf, wo er ein Kolleg der Franziskaner besuchte. Er setzte seine Ausbildung am Colegio Inglés in Viña de Mar, dem Liceo de Hombre in Puerto, dem Instituto Nacional und der Eschuela de Artes y Oficios fort und studierte schließlich am Instituto Pedagogico der Universidad de Chile Mathematik und Spanische Literatur.
1909 debütierte er als Schriftsteller mit einer Sammlung von dreißig Kurzgeschichten unter dem Titel Palpitaciones de vida. Mit dem Roman Ansia gewann er 1910 den Ersten Preis beim Concurso del Centenario, dem Wettbewerb zum 100. Jahrestag der Unabhängigkeit Chiles. 1912 übernahm er die Leitung der Zeitschrift Pluma y Lápiz, im Folgejahr erschien sein zweiter Roman El crisol. Großen Erfolg bei Lesern und Literaturkritik hatte er 1917 mit La Hechizada.
In den nächsten Jahren erschienen die Romane En la montaña (1918) und Robles Blumey Cía. (1920). 1925 übersiedelte er nach Valdevia und übernahm dort die Leitung des El Correo de Valdivia. Mehrere Jahre lebte er in Villarica und widmete sich der Landwirtschaft. 1943 kehrte er nach Valdivia zurück und wurde Generalsekretär der Universidad Austral de Chile. 1951 veröffentlichte er den historischen Roman El mulato Riquelme.
1952 wurde Santiván Mitglied der Academia Chilena la Lengua und erhielt den Premio Nacional de Literatura. Seine Confesiones de Santiván erschienen 1955. In den Memorias de tolstoiano (1955) erinnerte er sich der Zeit in der Colonia Tolstoiana, der er in seiner Jugend neben Augusto d’Halmar, Julio Ortiz de Zárate, Manuel Magallanes Moure und anderen angehört hatte. Der Verlag Zig-Zag veröffentlichte 1965 eine Ausgabe des Gesamtwerkes von Santiván mit einem Vorwort von Ricardo Latcham. 1973 starb Santiván an den Folgen eines Herzinfarkts im Hospital John Kennedy in Valdivia.